# Menam Residence
Le Menam Residence est un gratte-ciel résidentiel de 239 mètres construit à proximité de l'Asiatique en 2017 dans le khet Bang Kho Laem à Bangkok en Thaïlande. 